# Peter Desaga
Peter Desaga (14 de março de 1812 – após 1879) foi um fabricante de instrumentos científicos na Universidade de Heidelberg.
Filho do professor ginasial Michael Desaga. Adquiriu sua formação como mecânico, óptico e aferidor em Heidelberg, Paris e Londres. Em 1838 fundou na Hauptstraße de Heidelberg a casa de negócios Geschäft optischer und chemischer Apparate. Em 1840 foi fundada a Chemisch-physikalischer Apparatebau C. Desaga. Em 1842 nasceu seu filho Carl. Em 1852 foi o primeiro capitão do corpo de bombeiros de Heidelberg e em 1855 membro do Conselho Municipal. Desaga trabalhou diretamente com Robert Bunsen, e aprimorou em c. 1854 um queimador de laboratório desenvolvido por Michael Faraday, que comercializou como bico de Bunsen.

## Publicações
- Heidelberg-Führer - Wegweiser durch Stadt und Schloss Heidelberg. Heidelberg 1879
- Preisverzeichniss N° 5 der Bunsen'schen Apparate nebst Anhang: Apparate für Aerzte und andere specielle Zwecke; 1868